# 1911 dans le catholicisme
Chronologie du catholicisme
- 1907
- 1908
- 1909
- 1910
- 1911
- 1912
- 1913
- 1914
- 1915

Cet article présente les faits marquants de l'année 1911 dans le catholicisme.

## Évènements
- 24 mai : Iamdudum, Encyclique de Pie X sur la loi de séparation des Églises et de l'État au Portugal.
- 23 juin au 1er juillet : Congrès eucharistique international à Madrid.
- 27 novembre : Création de 19 cardinaux par Pie X

## Naissances
- 13 janvier : Guido Del Mestri, cardinal italien, diplomate du Saint-Siège et archevêque titulaire de Tuscamia (de) († 2 août 1993)
- 11 février : Armand-François Le Bourgeois, prélat français, évêque d'Autun († 2 février 2005)
- 21 février : Bienheureux Szilárd Ignác Bogdánffy, prélat roumain, évêque auxiliaire d'Oradea Mare, martyr du communisme († 3 octobre 1953)
- 28 février : Herman Leo Van Breda, moine franciscain et philosophe belge († 4 mars 1974)
- 1er mars : Bienheureux Engelmar Unzeitig, prêtre, opposant au nazisme et martyr allemand († 2 mars 1945)
- 5 mars : Bruno Bernhard Heim, prélat suisse, diplomate du Saint-Siège et archevêque titulaire de Xanthus (de) († 18 mars 2003)
- 13 mars : Bienheureux Joseph Kowalski, prêtre et martyr polonais du nazisme († 4 juillet 1942)
- 21 mars : Jan de Vries, prêtre et missionnaire néerlandais assassiné († 19 décembre 1964)
- 28 mars : Pierre-Jean Nédélec, prêtre et auteur français († 1er juin 1971)
- 31 mars : Paul-Joseph Schmitt, prélat français, évêque de Metz († 9 septembre 1987)
- 1er avril : Adam Kozłowiecki, cardinal et missionnaire polonais, archevêque de Lusaka († 28 septembre 2007)
- 14 avril : Bienheureux Theodore Romja, prélat gréco-catholique ukrainien, administrateur apostolique de Moukatchevo, martyr du communisme († 31 octobre 1947)
- 24 avril : Guy-Marie Riobé, prélat français, évêque d'Orléans († 18 juillet 1978)
- 29 avril : Georges Las Vergnas, prêtre français puis auteur athée († 23 janvier 1986)
- 12 mai : Krikor Guerguerian, prêtre et archiviste arménien ayant documenté le génocide arménien († 7 mai 1988)
- 18 mai : Emanuele Clarizio, prélat italien, diplomate du Saint-Siège et archevêque titulaire de archevêque titulaire de Claudiopolis-en-Isaurie (de) († 16 avril 2001)
- 23 mai : Paul Augustin Mayer, cardinal allemand de la Curie, précédemment archevêque titulaire de Satrianum (de) († 30 avril 2010)
- 26 mai : René Favron, prêtre français, fondateur d'hôpitaux et d’œuvres sociales à La Réunion († 19 juin 1968)
- 10 juin : Ottavio De Liva (en), prélat italien, diplomate du Saint-Siège et archevêque titulaire d'Héliopolis-en-Phénicie (de) († 23 août 1965)
- 13 juin : Jean-Paul Vincent, prélat français, évêque de Bayonne († 2 février 1994)
- 15 juin : John M. Corridan, prêtre jésuite américain, militant anti-corruption et anti-mafia († 1er juillet 1984)
- 10 juillet : Henry Serruys, prêtre, orientaliste, mongoliste et missionnaire belge en Chine († 16 août 1983)
- 18 juillet : Bienheureux Grégoire Boleslas Frąckowiak, prêtre et martyr polonais du nazisme († 5 mai 1943)
- 1er août : Pericle Felici, cardinal italien de la Curie, précédemment archevêque titulaire de Samosate (de) († 22 mars 1982)
- 11 août : Jules Puset, prélat et missionnaire français, évêque de Tamatave († 15 avril 1983)
- 13 août : Bienheureux Johannes Prassek, prêtre, opposant au nazisme et martyr allemand († 10 novembre 1943)
- 15 août : Francisco Peralta y Ballabriga, prélat espagnol, évêque de Vitoria († 23 août 2006)
- 24 août : Cornelio Fabro, prêtre, philosophe et auteur italien († 4 mai 1995)
- 29 août : Claude-Constant Flusin, prélat français, évêque de Saint-Claude († 9 février 1979)
- 31 août : Aimé-Georges Martimort, prêtre et liturgiste français († 20 janvier 2000)
- 19 octobre : 
  - Gilen Epherre, prêtre et écrivain français de langue basque († 17 octobre 1974)
  - Bienheureux François Tomas Serer, prêtre et martyr espagnol († 2 août 1936)
- 24 octobre : Paul Grégoire, cardinal canadien, archevêque de Montréal († 30 octobre 1993)
- 25 octobre : René Ceuppens, prêtre et résistant belge, Juste parmi les nations († 22 avril 1980)
- 30 octobre : Maxim Hermaniuk, prélat canadien gréco-catholique, archevêque de Winnipeg des Ukrainiens († 3 mai 1996)
- 1er novembre : Celestine Damiano (en), prélat américain, diplomate du Saint-Siège et archevêque titulaire de Nicopolis-en-Épire (de) puis évêque de Camden († 2 octobre 1967)
- 8 novembre : András Kun, prêtre hongrois, collaborateur des nazis condamné à mort et exécuté († 19 septembre 1945)
- 10 novembre : Adolfo Servando Tortolo, prélat argentin, archevêque de Paraná († 5 février 1998)
- 16 novembre : 
  - Michel Bernard, prélat français, missionnaire en Guinée, au Congo et en Mauritanie († 2 janvier 1993)
  - Angelin Lovey, abbé suisse, prévôt de la congrégation du Grand-Saint-Bernard († 15 juin 2000)
- 17 novembre : Jean Prou, moine bénédictin français, abbé de Solesmes († 14 novembre 1999)
- 5 décembre : Henri-Marie Guilluy, prêtre et moine français, fondateur de la Congrégation Notre-Dame d'Espérance († 19 octobre 2008)
- 28 décembre : Gaston Jean-Michel, prêtre français, figure du catholicisme en Martinique († 21 avril 2015)
- 30 décembre : Gaetano Pollio, prélat italien, missionnaire en Chine, archevêque de Salerne († 13 mars 1991)
- Date précise inconnue : Paul Etoga, prélat camerounais, évêque de Mbalmayo († 13 mars 1998)

## Décès
- 4 janvier : Francesco Segna, cardinal italien de la Curie (° 31 août 1836)
- 5 janvier : Bienheureuse Marcelline Darowska, religieuse polonaise, cofondatrice des Sœurs de l'Immaculée Conception de la Bienheureuse Vierge Marie (° 16 janvier 1827)
- 24 janvier : Pierre-Théodore Fraineau, prêtre français, missionnaire au Japon (° 10 octobre 1847)
- 25 février : Jean-Pierre Dissard, prêtre et écrivain français (° 28 février 1863)
- 24 mars : Bienheureuse Marie-Séraphine du Sacré-Cœur, religieuse et mystique italienne, fondatrice des Sœurs des Anges (° 11 septembre 1849)
- 27 avril : Beniamino Cavicchioni, cardinal italien de la Curie, archevêque titulaire d'Amida (de) puis de Nazianze (° 27 décembre 1836)
- 6 mai : Massimiliano Massimo, prêtre jésuite et éducateur italien (° 3 janvier 1849)
- 10 mai : Fergus Patrick McEvay, prélat canadien, archevêque de Toronto (° 8 décembre 1852)
- 22 mai : Pierre Dadolle, prélat français, évêque de Dijon (° 28 janvier 1857)
- 31 mai : Henri Pelgé, prélat français, évêque de Poitiers (° 9 mai 1837)
- 30 juin : Denis O'Connor, prélat canadien, archevêque de Toronto puis archevêque titulaire de Laodicée-en-Syrie (de) (° 28 mars 1841)
- 15 juillet : Victor-Omésime-Quirin Laurans, prélat français, évêque de Cahors (° 6 septembre 1842)
- 31 juillet : Pierre Féret, prêtre, théologien et historien français (° 5 février 1830)
- 5 août : Anton Josef Gruscha, cardinal autrichien, archevêque de Vienne (° 3 novembre 1820)
- 16 août : Francis Patrick Moran, cardinal et missionnaire irlandais, archevêque de Sydney, précédemment évêque titulaire d'Olba (de) et évêque d'Ossory (° 16 décembre 1830)
- 6 septembre : Matthias Goebbels, religieux et peintre prussien (° 19 mars 1839)
- 8 septembre : Jan Puzyna de Kosielsko, cardinal polonais, évêque de Cracovie (° 13 septembre 1842)
- 17 septembre : Armand Olier, prélat et missionnaire français, vicaire apostolique d'Océanie centrale et évêque titulaire de Tipasa-en-Maurétanie (de) (° 6 mai 1851)
- 30 octobre : Landelin Winterer, prêtre et homme politique français (° 28 février 1832)
- 21 novembre : Pierre-Marie-Etienne-Gustave Ardin, prélat français, archevêque de Sens-Auxerre (° 29 décembre 1840)
- 9 décembre : Bienheureux Bernard-Marie de Jésus, prêtre passioniste italien (° 7 novembre 1831)
- 16 décembre : Hippolyte Gayraud, prêtre, théologien et homme politique catholique-républicain français (° 13 août 1856)